# 秃鹫
禿鷲是一種大型的猛禽，屬於鷹科，分布於大部分溫帶的歐亞大陸，體長為1.2米（3英尺11英寸），翼展達到3.1米（10英尺），最大體重為14（31磅），是最大的舊大陸鷲類，也是鷹科家族中最大的成員。
禿鷲也被稱為歐亞黑禿鷲（Eurasian black vulture）、黑禿鷲（black vulture）、僧鷲（monk vulture）、狗头鹫、狗头雕、座山雕等。
Aegypius monachus 是最大型的猛禽之一，在生態系統中扮演著重要的角色，通過食用動物屍體來減少疾病的傳播。由於其飲食習慣，這些禿鷲經常暴露於多種病原體中。2015年對禿鷲的胃部和免疫防禦系統進行了一項研究，並測序了其整個基因組。通過比較禿鷲與白頭海鵰的基因組，研究得以找到與呼吸、免疫防禦反應以及胃酸分泌有關的正向選擇基因變異，這些變異使得禿鷲能夠消化屍體。

## 分類學
屬名Aegypius是一個希臘語單詞（αἰγυπιός），意為“禿鷲”或與禿鷲類似的鳥類；埃里亞努斯描述aegypius為“介於兀鷲（gyps）與鷹之間”。一些權威機構認為這是對鷲類的良好描述；而另一些則不這麼認為。Aegypius 是這種鳥類的名祖，不論它在古希臘語中代表的是什麼。 英文名稱“black vulture”指的是其羽毛的顏色，而“monk vulture”則是其德語名稱Mönchsgeier的直接翻譯，指的是禿鷲光禿的頭部和像僧侶頭巾一樣的頸部羽毛。'Cinereous vulture'（拉丁文cineraceus，意為灰色；淺灰白色），是一個故意以新名稱來區別美洲黑禿鷲的嘗試。
這種鳥是舊大陸鷲類的一種，因此與新大陸禿鷲僅有遠緣關係，後者屬於同一目下的一個不同的科，即美洲鷲科。因此，它與名為相似且顏色相似的黑美洲鷲（Coragyps atratus）並沒有密切的親緣關係。

## 描述

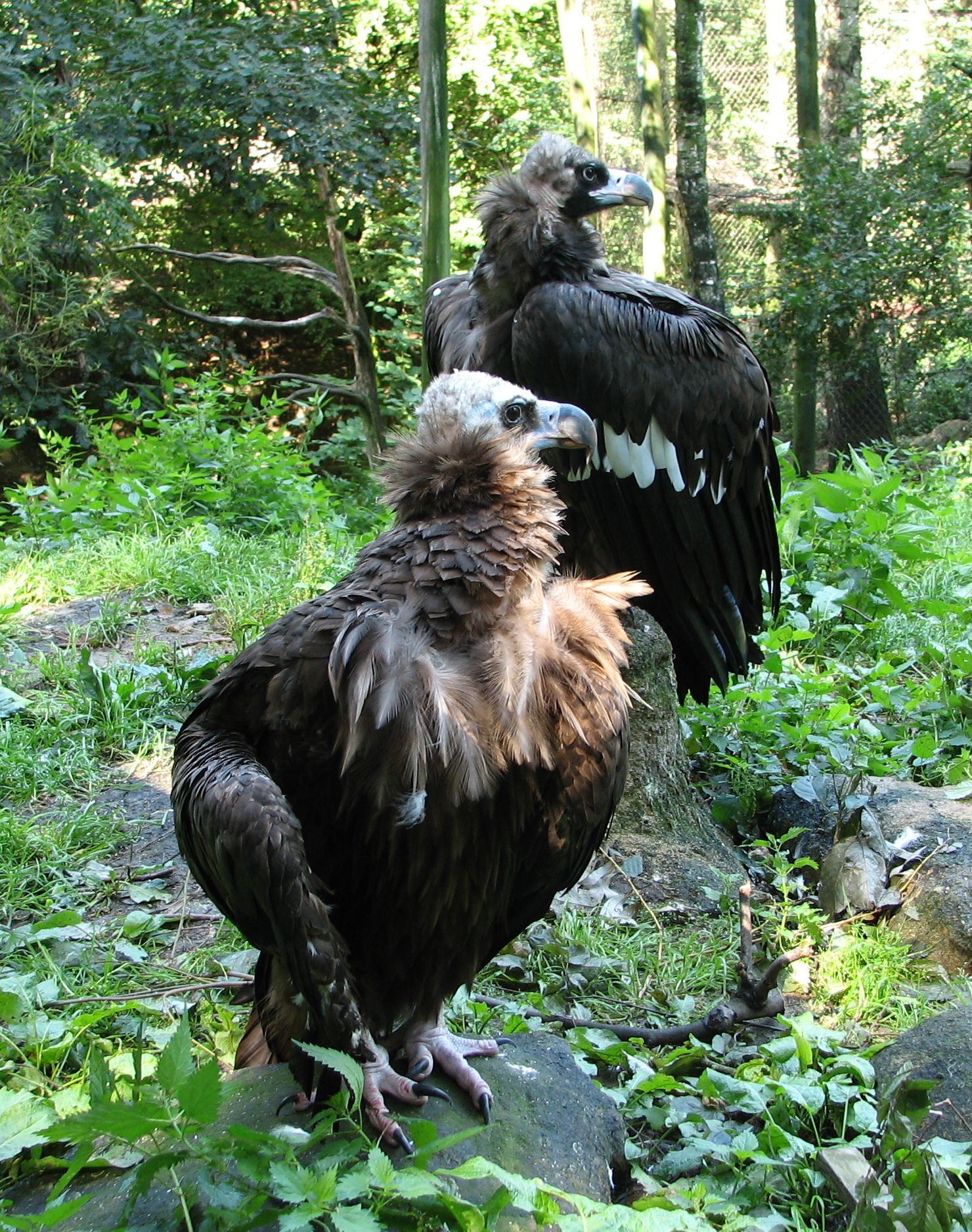
被圈養的一對成鳥

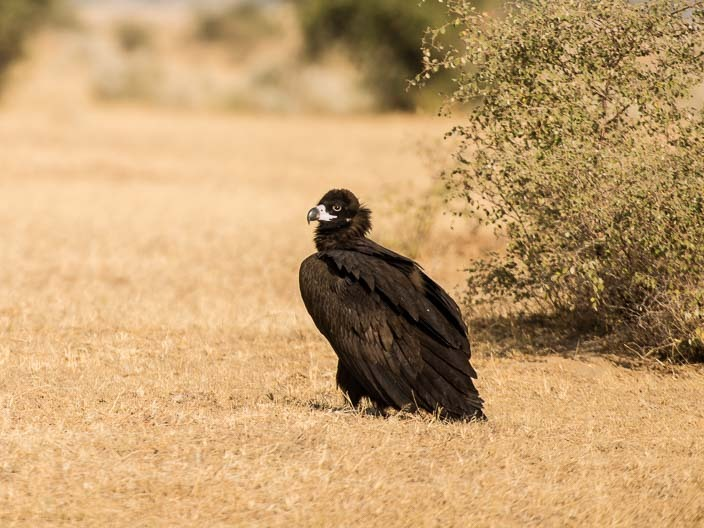
禿鷲的照片，也稱為歐亞黑禿鷲

禿鷲總長98—120 cm（39—47英寸），翼展達2.5—3.1米（8英尺2英寸—10英尺2英寸）。雄性體重可達6.3至11.5（14至25磅），而雌性體重可達7.5至14（17至31磅），因此它是世界上最重的飛行鳥類之一。 這種鳥的平均體重長期以來一直沒有發表，但來自兩個來源的中位數體重分別為9.42（20.8磅）和9.55（21.1磅） 然而在一項韓國研究中，大量野生禿鷲的調查發現其平均體重為9.6（21磅），平均總長度為113 cm（44英寸），這是唯一嘗試獲得該物種自由飛行成熟鳥類平均大小的研究，而不是巢鳥或圈養個體。 與大多數鷹科鳥類不同，雄性大小大致與雌性重疊，儘管雌性通常會稍重一些。 它們是現存最大的兩種舊大陸鷲類和鷹科鳥類之一，與高山兀鷲（Gyps himalayensis）相似，根據大致相似的翼和尾比例，它們可能有相似的總長度和翼展，但禿鷲的體重稍重，並且跗骨和喙的長度也稍大。 表面上類似但無關的新大陸兀鷲可能具有類似的翼面積和體積，或者稍大一些。 儘管該物種的遺傳變異有限，但根據標準測量，從西向東的體型逐漸增大，西南歐（西班牙和南法國）的鳥類平均比中亞（滿洲、蒙古和中國北部）的禿鷲小約10%。 在標準測量中，翼弦為73—89 cm（29—35英寸），尾巴為33—41 cm（13—16英寸），跗骨為12—14.6 cm（4.7—5.7英寸）
禿鷲的顏色明顯呈黑色，除了成年禿鷹的頭部呈淺色外，全身呈棕色，上面覆蓋著細密的黑色絨毛。這種絨毛在其近親努比亞兀鷲（Torgos tracheliotos）中不存在。 頭部和頸部的皮膚呈藍灰色，眼睛上方為較淺的白色。成鳥的眼睛為棕色，蠟膜為紫色，喙為藍灰色，腿為淺藍灰色。 初級飛羽通常實際上是黑色的。 從遠處看，飛行中的鳥類很容易顯得全黑。未成熟的羽毛上面是棕褐色，而腹部比成鳥顯得更淺。未成熟的禿鷲頭部有灰色絨毛，蠟膜為淺紫色，腿為灰色。 它那巨大的喙是現存任何鷹科中最大的喙之一，這一特徵因該物種相對較小的頭骨而更加顯著。禿鷲暴露出的喙弧長達8—9 cm（3.1—3.5英寸） 只有它的近親努比亞兀鷲，喙長可達約10 cm（3.9英寸），能與禿鷲的喙相匹敵甚至超越。 它的翅膀前緣呈鋸齒狀，在飛行時展開或略微拱起，翅膀寬大，有時被稱為“穀倉門翅膀”。其飛行緩慢而飄逸，在需要時進行深而有力的撲打。由於其巨大的體型和深色的羽毛，禿鷲與較小的猛禽如鷹或鵟相比相對顯眼。形狀最相似的物種是努比亞兀鷲（在中東南部可能有有限的區域重疊），但可以通過其裸露的粉紅色頭部和對比鮮明的羽毛區分。努比亞兀鷲的腿部和腹部在成鳥中呈現白色，而其餘羽毛則為黑色至棕色。所有可能的兀鷲屬禿鷲都可以通過其較淺、通常帶有條紋的羽毛區分開來，這使得它們的翅膀主要飛羽隆起，與禿鷲的均勻寬翼形成對比。 禿鷲通常非常安靜，只有在巢穴處與其後代之間才會發出少量呻吟、吼叫或咕嚕的叫聲。

## 分佈和棲地

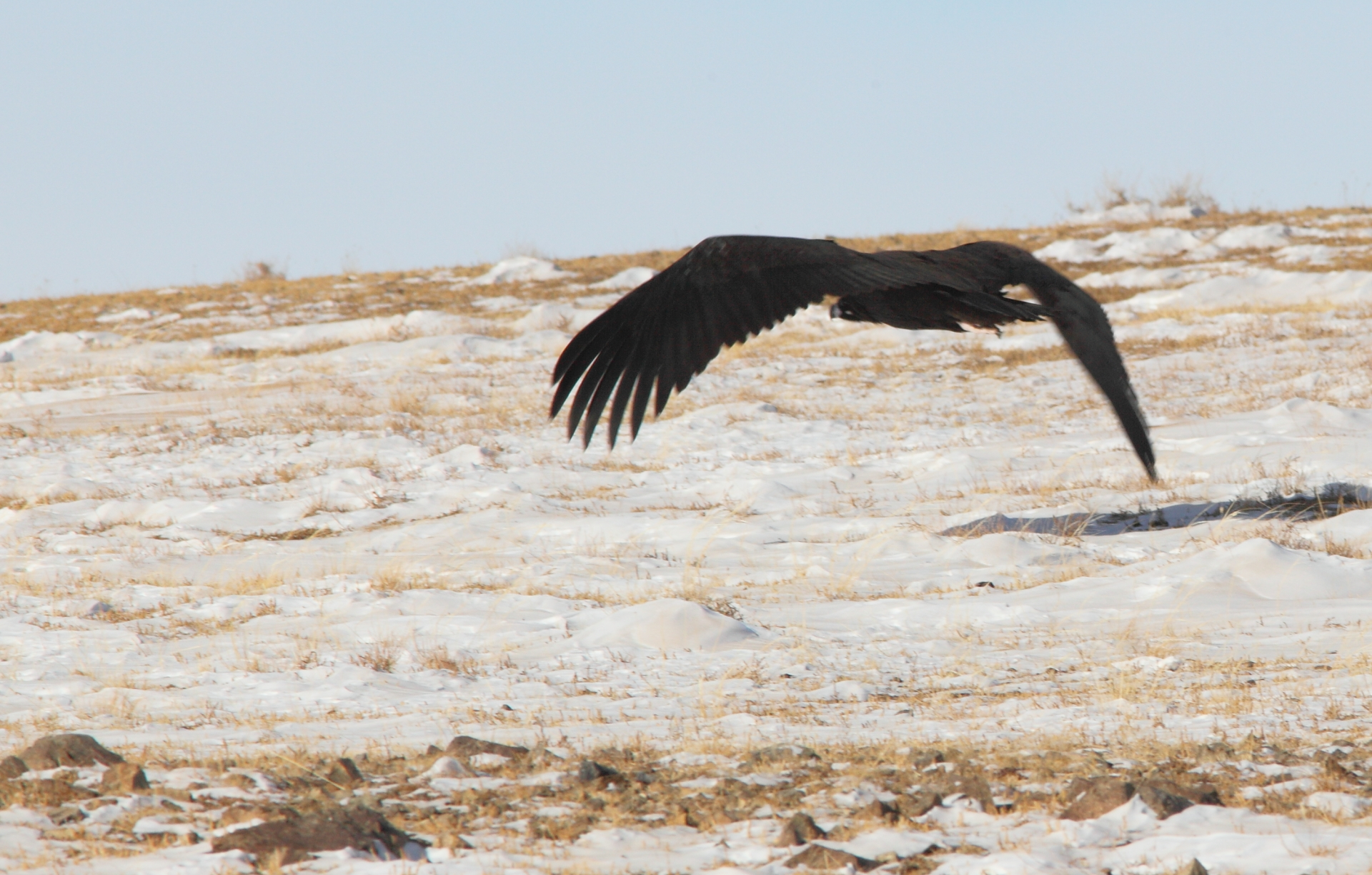
飛越蒙古白雪皚皚的山坡

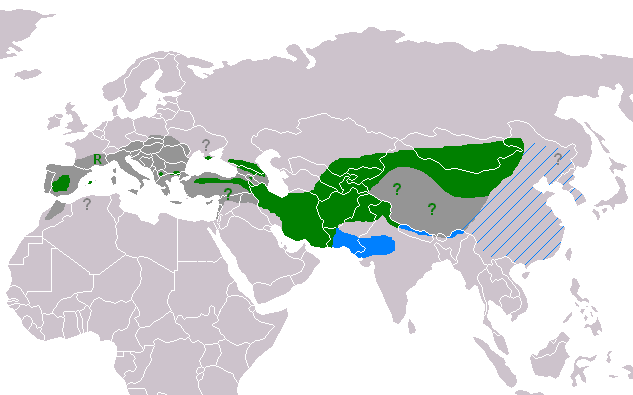
2007年分布範圍
- 綠色: 目前留鳥繁殖範圍.
- 綠色 ?: 可能仍有繁殖
- 綠色 R: 重新引入正在進行中.
- 藍色: 冬季範圍；罕見育雛.
- 暗灰色: 原繁殖範圍.
- 暗灰色 ?: 先前不確定的繁殖範圍.

秃鹫是一種歐亞大陸的物種。其分佈範圍的西部極限在西班牙和葡萄牙內陸，並在南法國有重新引入的種群。牠們在希臘、土耳其和整個中東地區不連續地分佈。牠們的分佈範圍繼續通過阿富汗向東延伸到北印度，並在其東部極限位於中亞地區，在那裡牠們在北滿洲、蒙古和朝鮮繁殖。牠們的分佈範圍特別是在歐洲範圍內是支離破碎的。在其分佈範圍內，除非冬季寒冷導致有限的高度移動以及年輕鳥類達到繁殖成熟時，否則通常是永居的留鳥。在其分佈範圍的東部極限，來自最北邊界的鳥類可能會遷徙到南韓和中國。在中東地區也有報導有限的遷徙，但並不常見。
這種禿鷲是山地、高山區的鳥類，特別偏好乾燥的半開放棲地，如其範圍內高海拔地區的草甸。築巢通常在山區的林木線附近進行。牠們一般棲息於未受擾、偏遠的地區，人類干擾有限。牠們在各種地形上覓食屍體，包括草原、其他草地、開放林地、沿河岸的棲地或任何種類或梯度的山區棲地。在其現有的歐洲範圍以及高加索和中東地區，禿鷲在海拔100至2,000米（330至6,560英尺）的地方發現，而在其亞洲分佈區，通常在更高的海拔地區發現。在中國和西藏發現了兩種類型的棲地是這種鳥類的首選。在這些地區的一些禿鷲生活在海拔800至3,800米（2,600至12,500英尺）的山區森林和灌木叢中，而其他則偏好海拔3,800至4,500米（12,500至14,800英尺）的乾燥或半乾燥的高山草甸和草地。這種鳥類能夠在非常高的海拔飛行。曾有人在珠穆朗瑪峰上觀察到一隻禿鷲在海拔6,970米（22,870英尺）的高度活動。牠具有一種專門的高氧親和性血紅蛋白α亞基，使其能夠在上對流層的低分壓環境下有效攝取氧氣。

## 行為

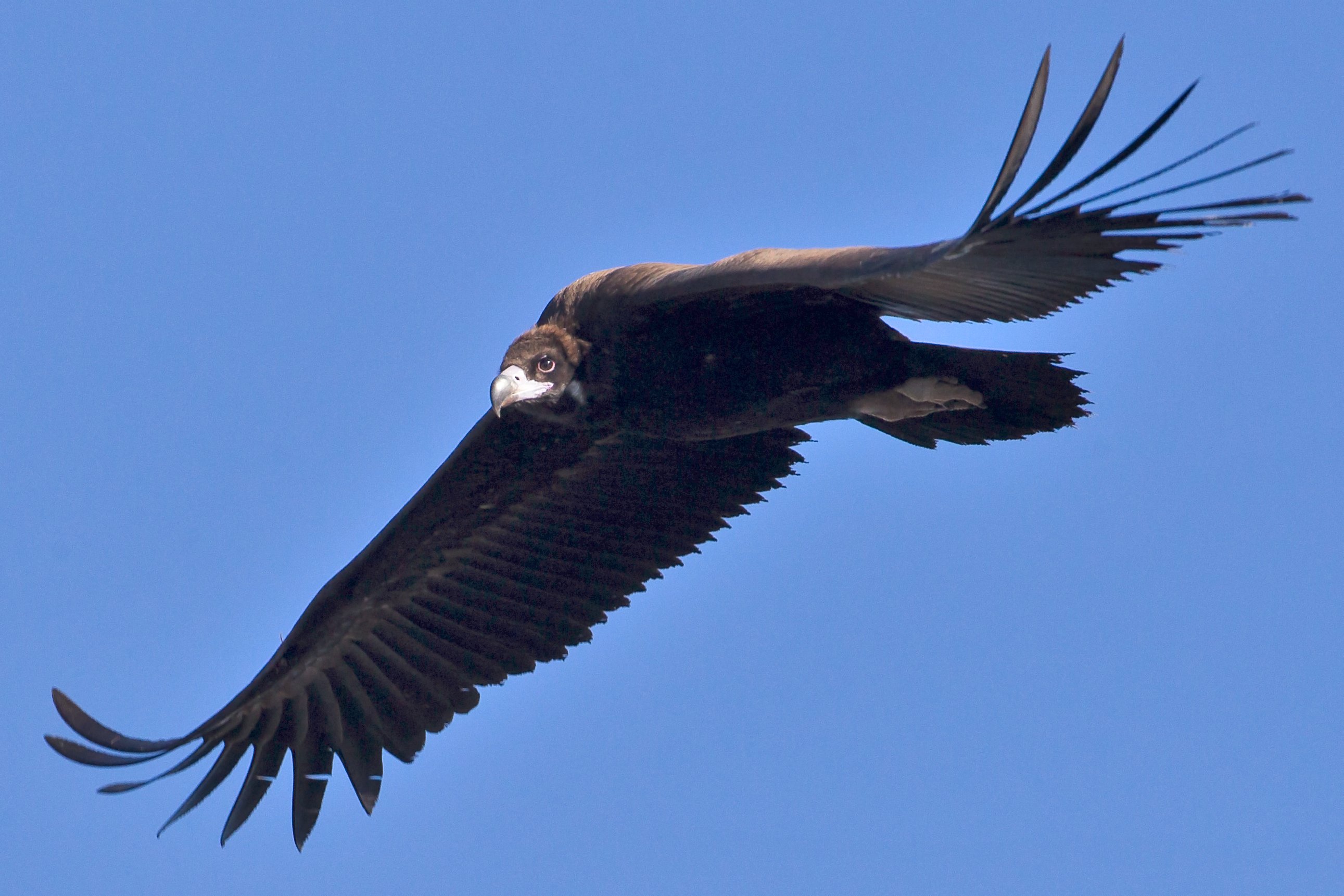
攝於西班牙

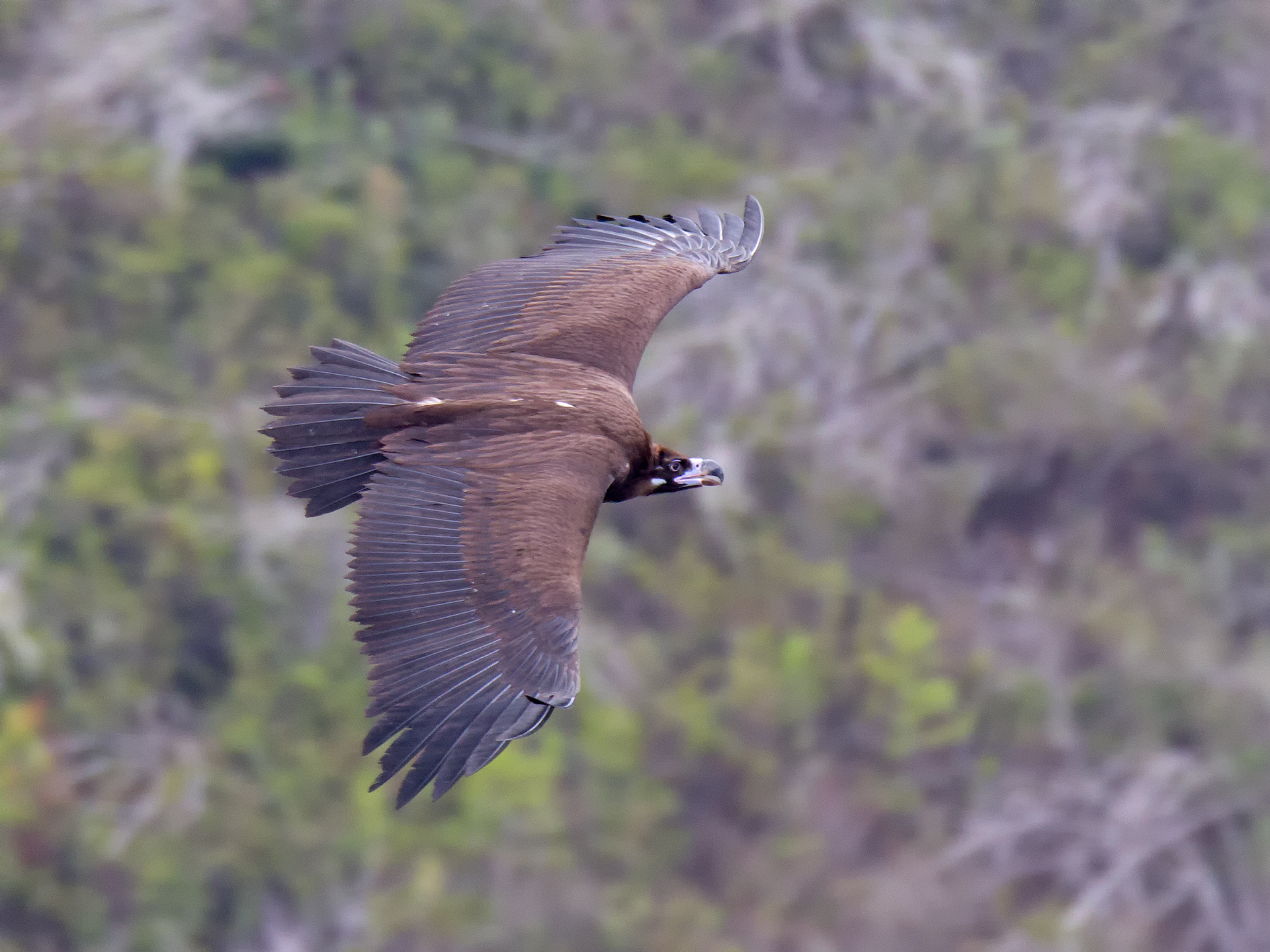
攝於以色列

禿鷲是一種大多數時候是孤獨的鳥類，比起其他舊大陸禿鷲，牠們更常單獨或成對出現。在大型屍體或覓食地點，小群體可能會聚集。這些群體可能包括多達12至20隻禿鷲，曾有舊報導提及多達30或40隻的情況。

### 繁殖

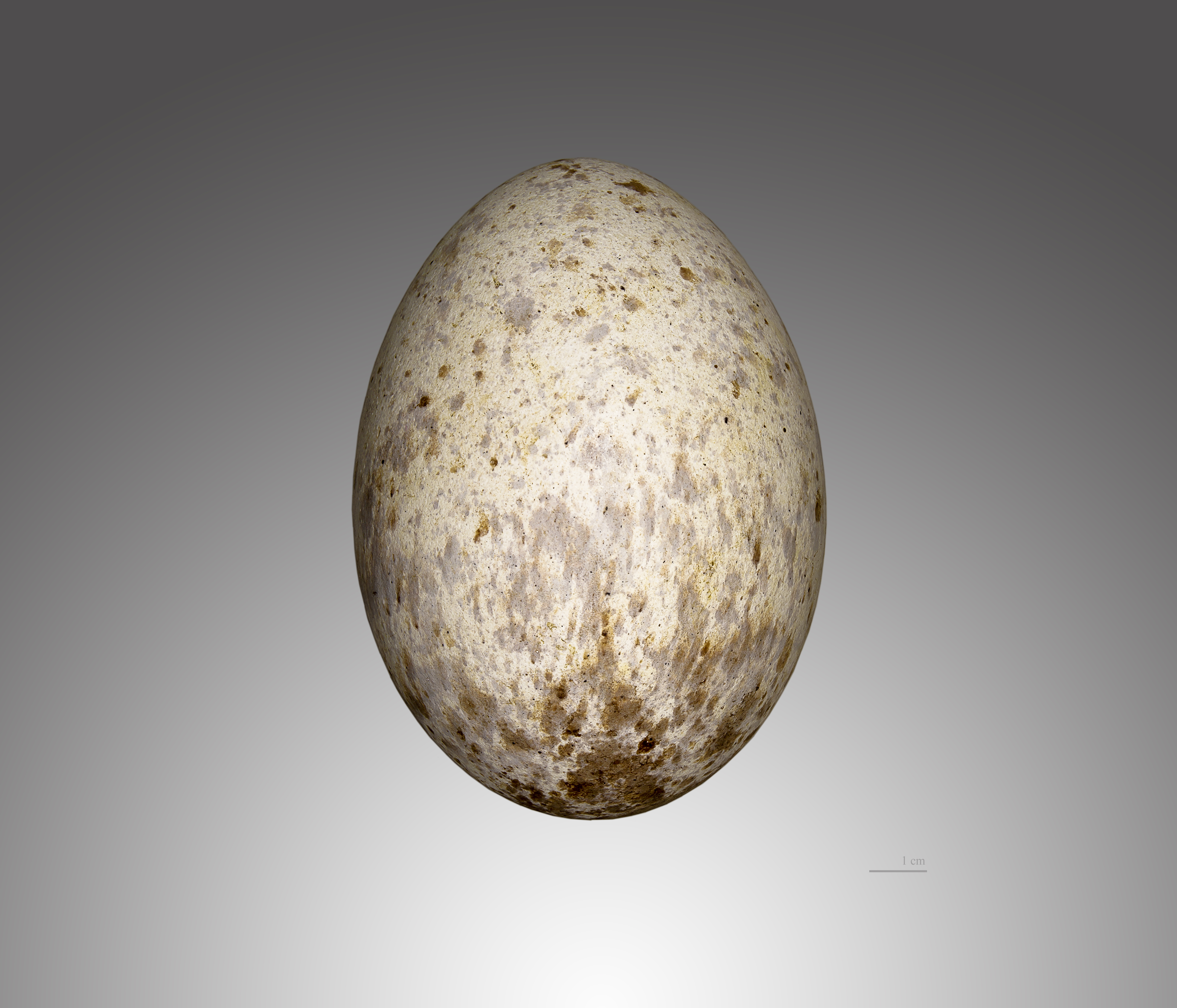
蛋

在歐洲，禿鷲在1月或2月返回繁殖地。在西班牙和阿爾及利亞，牠們在2月或3月開始築巢，在克里米亞則在3月初，在印度西北部在2月或4月，在印度東北部在1月，在突厥斯坦在1月。牠們在鬆散的群落中繁殖，巢穴很少出現在同一棵樹或岩石結構上，與其他舊大陸禿鷲通常在緊密的群落中築巢不同。在西班牙，巢穴之間的距離為300米（980英尺）至2 km（1.2 mi）不等。禿鷲在高山和大森林中繁殖，築巢於樹上或偶爾在懸崖邊。繁殖季節從2月持續到9月或10月。最常見的展示行為是成對的同步飛行動作。然而，親鳥和亞成鳥之間的飛行遊戲並不罕見，親鳥會與亞成鳥在空中纏繞腳爪並向下盤旋。該鳥使用樹枝和小樹枝作為建築材料，雄鳥和雌鳥在養育幼鳥方面通力合作。巨大的巢穴寬1.45—2米（4英尺9英寸—6英尺7英寸），深1—3米（3英尺3英寸—9英尺10英寸）。隨著一對成鳥多年來反復使用，巢穴的體積增加，並常常用糞便和動物皮革裝飾。巢穴可達1.5至12米（4英尺11英寸至39英尺4英寸）高，築於像橡樹、杜松、野梨、杏仁或松樹等大樹上。大多數築巢樹木位於懸崖邊上。少數情況下，有記錄顯示禿鷲直接在懸崖上築巢。一個懸崖巢完全佔滿了一個寬3.63米（11.9英尺）、深2.5米（8英尺2英寸）的巢台。巢裡通常只有一顆蛋，但偶爾可能會有兩顆。蛋的底色為白色或淡米色，通常覆蓋有紅色、紫色或紅棕色的斑點，幾乎像隼的蛋一樣斑點密集。蛋的高度為83.4至104 mm（3.28至4.09英寸），寬度為58至75 mm（2.3至3.0英寸），平均為90 mm × 69.7 mm（3.54英寸 × 2.74英寸）。孵化期從50到62天不等，平均50至56天，在歐洲一般於4月或5月孵化。
幼鳥被覆蓋著灰白色到灰褐色的絨毛，隨著年齡的增長變得更加蒼白。當幼鳥大約30天大時，第一根飛羽開始從絨毛中生長，到60天時完全覆蓋了絨毛。父母通過反芻方式餵養幼鳥，頻繁使用的巢穴據說變得非常惡臭。在蒙古，幼鳥在6月初約一個月大時重量增加至2（4.4磅），而在秋天即將離巢前重量略重於父母，達到接近16（35磅）。
禿鷲的繁殖成功率相對較高，約90%的蛋能成功孵化，超過一半的年幼鳥類能存活到成年。牠們是忠誠而活躍的父母，繁殖對的兩個成員輪流保護巢穴並通過反芻方式餵養幼鳥。在蒙古，兔狲（Otocolobus manul）和渡鴉（Corvus corax）被認為是樹巢和懸崖巢中蛋的潛在捕食者。灰狼（Canis lupus）和狐狸也被提及為潛在的巢穴捕食者。曾有目擊報導顯示胡兀鷲（Gypaetus barbatus）和西班牙帝鵰（Aquila adalberti）試圖殺死幼鳥，但在這兩種情況下，牠們都被父母趕走。在西班牙，有一次記錄了西班牙帝鵰為保衛其巢穴而攻擊並殺死了一隻禿鷲。 金雕和雕鴞可能會偶爾試圖伏擊年長的幼鳥甚至成鳥，但尚未證實這種情況發生，並且如果發生，可能性也非常低。這種鳥類可能活到39年，但20年或更少可能更為常見，除了人類外，沒有其他常見的成鳥掠食者。

### 進食

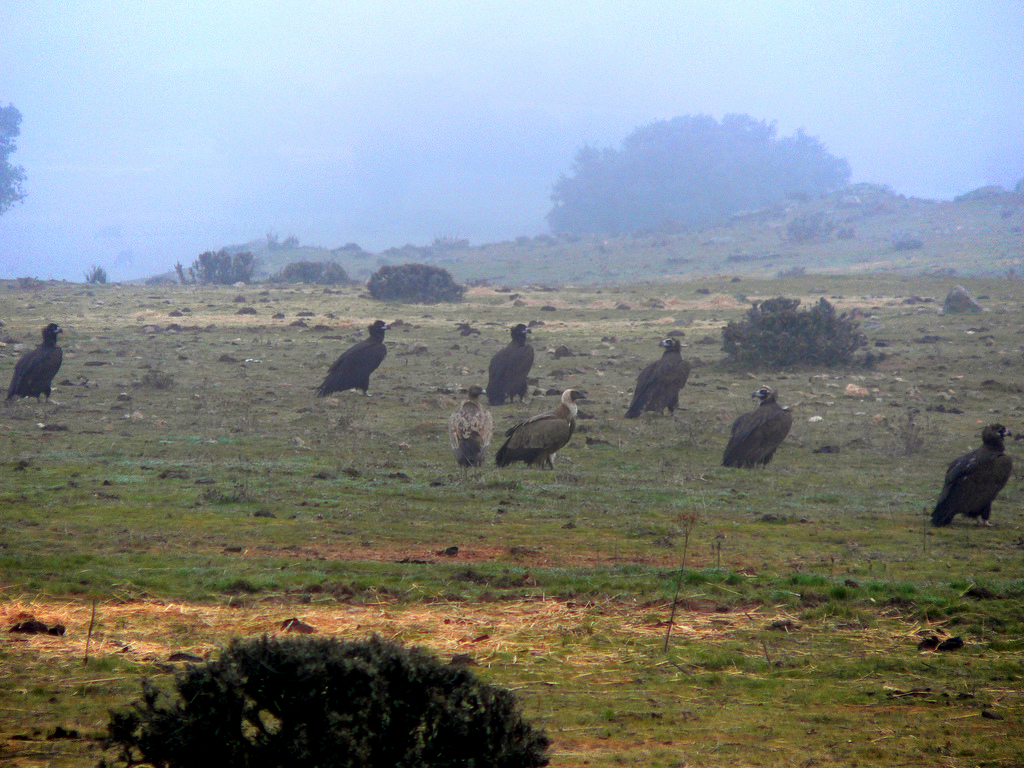
六隻禿鷹和較小的兀鷲

像所有的禿鷲一樣，禿鷲主要以腐肉為食。禿鷲幾乎會吃任何類型的腐肉，從最大的哺乳動物到魚類和爬行動物。在西藏，常見的腐屍包括野生和家養牦牛（Bos mutus和Bos grunniens）、岩羊、藏羚羊（Pseudois nayaur）、野驢（Equus kiang）、高原兔（Lepus oiostolus）、喜馬拉雅旱獺（Marmota himalayana）、家羊（Ovis aries），甚至包括人類，主要是那些在天葬場的屍體。 據報導，在蒙古，旱獺（Marmota sibirica）曾占主要食物來源，儘管這種物種現在已瀕臨滅絕，因為當地人偏愛其肉食。在蒙古，野生獵物從藏狐（Vulpes corsac）到盤羊（Ovis ammon）可能也會被食用。 歷史上，禿鷲在伊比利亞半島上主要以歐洲野兔（Oryctolagus cuniculus）的屍體為食，但自從病毒性出血性肺炎（VHP）摧毀了那裡曾經豐富的野兔群體後，這些禿鷲現在依賴於家養羊的腐肉，並以豬（Sus scrofa domesticus）和鹿為輔食。 在土耳其，牠們的食物偏好包括盤羊（Ovis ammon）（92件腐肉）、野豬（Sus scrofa）（53件腐肉）、雞（Gallus gallus domesticus）（27件腐肉）、灰狼（13件腐肉）和赤狐（Vulpes vulpes）（13件腐肉）。異常的是，土耳其的糞粒中發現了大量的植物材料，尤其是松果。 在牠們的分佈區內，禿鷲是最擅長撕裂堅韌屍皮的鷲類，這得益於牠們強大的喙。牠甚至可以打碎骨頭，如肋骨，以獲取大型動物的肉。牠在牠們的範圍內對其他清道夫佔有主導地位，甚至比其他大型兀鷲如兀鷲屬 兀鷲、胡兀鷲或兇猛的地面掠食者如狐狸更具優勢。 當嘈雜的兀鷲屬 兀鷲嘶嘶叫並四處飛舞時，通常沉默的禿鷲會讓牠們遠離，直到自己滿足為止。 最近拍攝的一組照片顯示，一隻禿鷲在空中攻擊了一隻高山兀鷲，原因不明，儘管這隻兀鷲並未受到嚴重傷害。 禿鷲經常在冬季時欺凌並主宰草原雕（Aquila nipalensis），當兩個物種被同一獵物和腐屍吸引時尤其如此。 在韓國拍攝到了一個罕見的成功的盜食寄生行為，一隻虎頭海鵰（Haliaeetus pelagicus）從黑兀鷲手中搶走了食物。

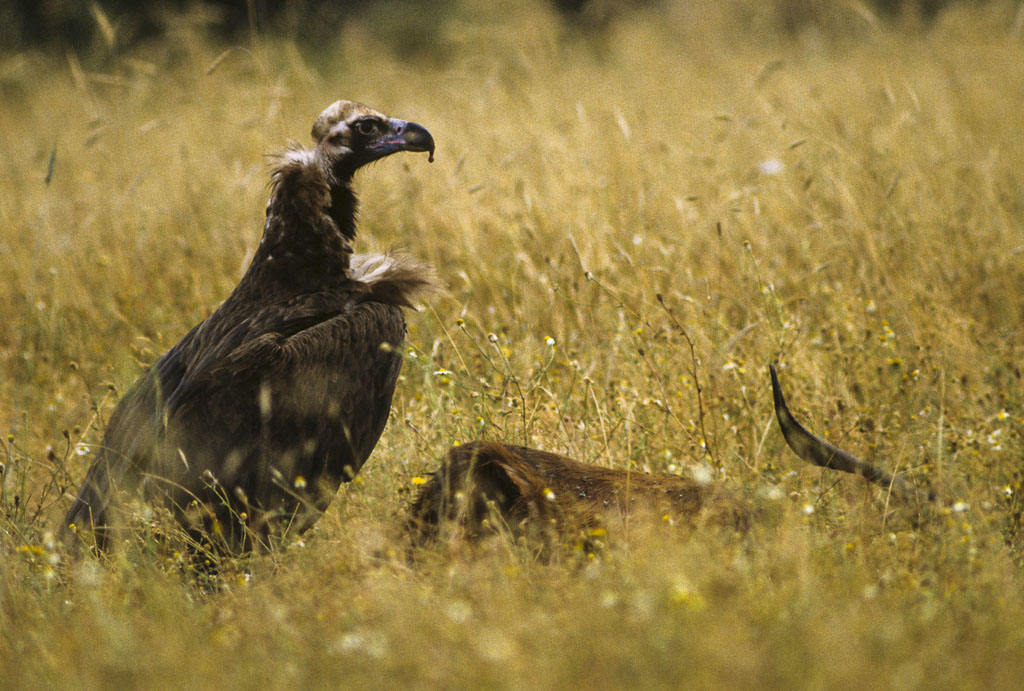
一隻禿鷲在進食, 攝於西班牙

禿鷲最接近的現存親戚可能是努比亞禿鷲，牠們偶爾會獵取活獵物。 禿鷲偶爾也會被記錄到捕食活體獵物。據報導，禿鷲捕食的活獵物包括牦牛和家牛（Bos primigenius taurus）的小牛、豬仔、家養羊羔和狗的小狗（Canis lupus familiaris）、狐狸、野羊的羊羔，以及大型鳥類如鵝、天鵝和雉雞的幼鳥，各種囓齒動物，以及罕見的兩棲動物和爬行動物。 這種鳥類曾捕食龜（牠們可能會通過飛行時將龜拋向岩石來擊穿龜殼；參見埃斯庫罗斯#死亡）和蜥蜴。 儘管很少被觀察到直接殺死有蹄類動物，禿鷲曾被記錄到在低空飛越獸群並食用最近死亡的野生有蹄類動物，據信這些動物是牠們所殺。主要是剛出生的羔羊或小牛被捕食，尤其是那些體弱多病的。儘管通常不被認為會威脅健康的家養羔羊，但罕見地捕食明顯健康的羔羊已被確認。 據信禿鷲捕食的物種包括盤羊、賽加羚羊（Saiga tatarica）、蒙古瞪羚（Procapra gutturosa）和藏羚羊（Pantholops hodgsonii）。

## 狀況與保育

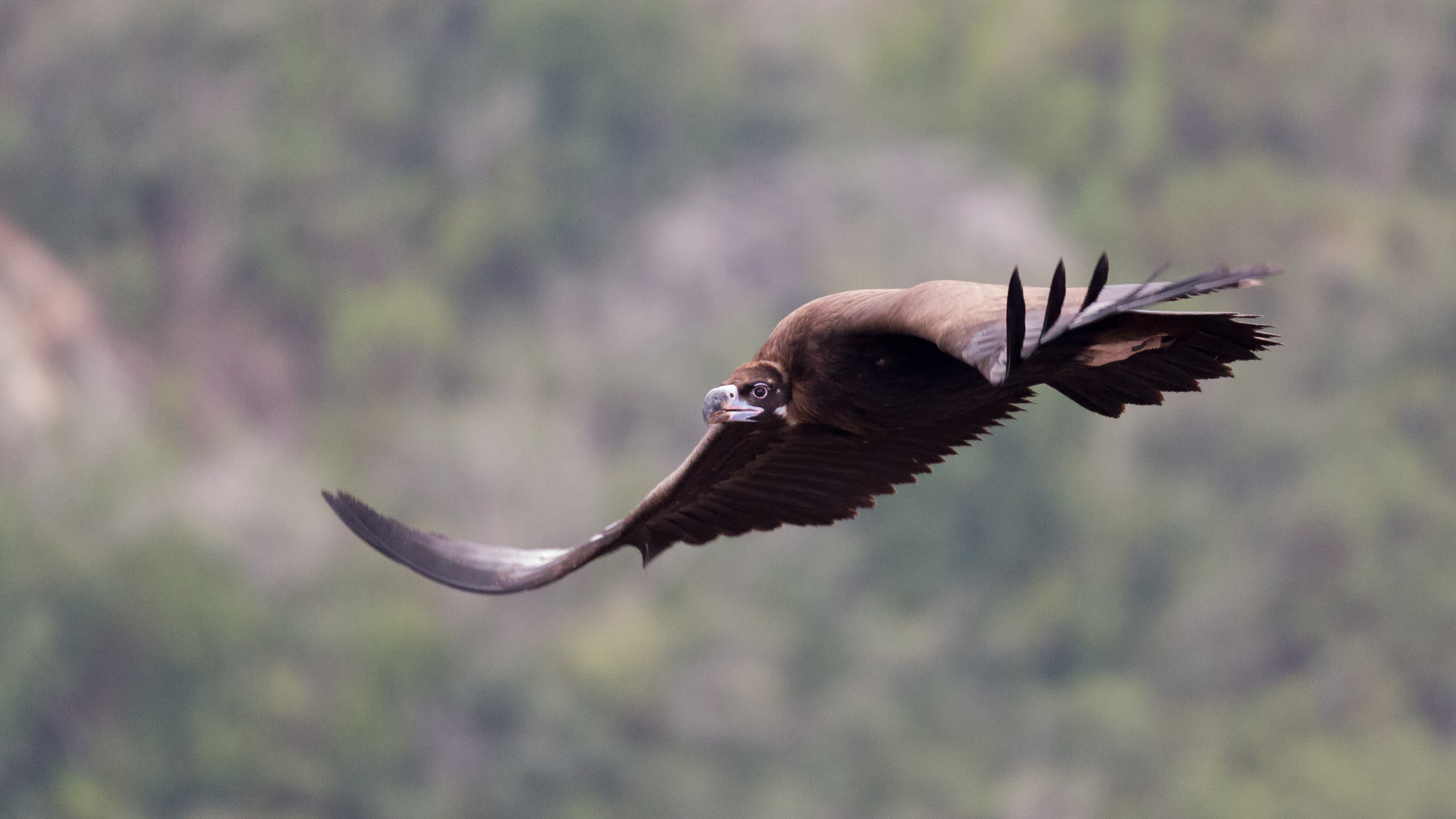
一隻禿鷲罕見地飛越以色列卡梅爾山 (2016)

禿鷲的數量在過去的200年裡大幅減少，部分原因是牠們食用了為殺死狗和其他掠食者而設置的毒餌，另部分原因是衛生標準的提高減少了可利用的腐肉量；目前該物種被列為近危。各種兀鷲雖然不是投毒行動的目標，但仍可能被當地居民看到即射殺。禿鷲在中國和俄羅斯特別容易被捕捉和獵殺，儘管亞美尼亞等地也有非法獵殺作為獎盃獵物的報告，且可能在高加索地區的其他國家也存在類似情況。 對於這種偏好荒涼環境的物種來說，可能更大的威脅來自開發和棲地破壞。牠們的巢穴通常位於樹幹的主叉較低處，因此過去經常被採蛋者和柴火採集者破壞。 禿鷲的數量下降最嚴重的是其分佈範圍的西半部，許多歐洲國家（如法國、意大利、奧地利、波蘭、斯洛伐克、阿爾巴尼亞、摩爾多瓦、羅馬尼亞）的禿鷲已經滅絕，而牠們在北非（摩洛哥和阿爾及利亞）的繁殖範圍也完全消失。牠們已不再在以色列築巢。土耳其擁有西古北界最大的禿鷲族群之一。儘管最近經歷了種群瓶頸，這一族群仍保持著中等水平的遺傳多樣性，沒有顯示出顯著的遺傳結構，這表明這是一個由頻繁的遷徙聯繫的單一元族群。 最近，保護措施和刻意的餵養計劃讓數量有所恢復，特別是在西班牙，數量在1992年增加到約1000對，而1970年曾下降到200對。這個聚落現在已經將繁殖地擴展到葡萄牙。在保加利亞和希臘，數量非常少但在增長，法國正在進行重新引入計劃。在烏克蘭（克里米亞）和歐洲俄羅斯的小族群，以及在亞洲的族群的趨勢，記錄不詳。在前蘇聯，禿鷲仍面臨著被非法捕捉進動物園的威脅，在西藏則面臨滅鼠劑的威脅。牠們還是巴基斯坦沿海地區的小規模冬季訪客。截至21世紀初，全球禿鷲的數量估計為4,500至5,000隻個體。
根據國際鳥盟（2017年）的最新全球數量估計，禿鷲的數量約為7,800-10,500對，約合15,600-21,000隻成熟個體。其中歐洲有2,300-2,500對（2004年），亞洲有5,500-8,000對。

## 文化與神話
希伯來語中表示“鷹”的詞也用來指代禿鷲。 因此，聖經中提到鷹的段落可能實際上是指這種兀鷲或其他兀鷲。